# Kopsia teoi
Kopsia teoi là một loài thực vật có hoa trong họ La bố ma. Loài này được L.Allorge mô tả khoa học đầu tiên năm 1993.